# BD−17 63
Désignations
BD-17°63 est une étoile naine (classe de luminosité V) orange (classe spectrale K5) située à une distance de 34,6 ± 1,5 parsecs du Soleil dans la constellation australe de la Baleine. De magnitude apparente 9,62 dans le spectre visible, elle n'est pas observable à l'œil nu depuis la Terre. Avec une masse de 0,74 ± 0,03 masse solaire, elle est l'objet primaire d'un système planétaire dont l'unique objet secondaire connu (en mai 2015) est BD-17 63 b, une planète confirmée. Celle-ci est une planète géante gazeuse, de type super-Jupiter, à longue période de révolution. Elle a été découverte en 2008 par la méthode des vitesses radiales à partir de données spectroscopiques collectées à l'observatoire de La Silla (Chili) avec HARPS, le spectrographe-échelle à haute résolution installé sur le télescope de 3,6 mètres de l'Observatoire européen austral (ESO).